# Multicast Listener Discovery
Multicast Listener Discovery (MLD) est un protocole de la suite IPv6. Il est utilisé par un routeur pour identifier les clients d'un groupe multicast sur un segment directement attaché, à l'instar d'IGMP pour IPv4. Il s'agit d'un sous-protocole d'ICMPv6 et non d'un protocole distinct.
Il comporte deux versions:
- MLDv1 est similaire à IGMPv2 : il permet de gérer des abonnements à des groupes multicast, sans précision de la source;
- MLDv2 est semblable à IGMPv3 : il permet de gérer des abonnements à des groupes multicast, en précisant explicitement la ou les sources.

MLD est défini dans la RFC 3810.
MLD snooping est utilisé par les commutateurs ethernet pour limiter la diffusion des trames multicast vers les hôtes manifestant de l'intérêt pour le groupe, de façon similaire à IGMP Snooping pour IPv4.